# Tumen (rivier)
De Tumen, Toemen, Tümen, Tuman of Toemannaja (Russisch: Туманная; oud: Туманган; Toemangan, Тумыньцзян; Toemyntszjan of Тумень-Ула; Toemen-Oela) is een 521 kilometer lange rivier gelegen in Noordoost-Azië die een grensrivier vormt tussen China, Noord-Korea en Rusland. De rivier ontspringt op de berg de Paektushan en mondt uit in de Oostzee van Korea (Japanse Zee). De naam komt van het Mongoolse woord tümen (Түмэн), dat "tienduizend" of myriade betekent.
De Tumen vormt de noordelijke grens van de twee Noord-Koreaanse provincies Hamgyŏng-pukto en Ryanggang-do met de Volksrepubliek China. De laatste 17 kilometer vormt de rivier de grens tussen Rusland en Noord-Korea. Vanaf de bron stroomt de rivier in noordoostelijke richting. De Paektusan is ook het begin van de Yalu-rivier die naar het zuidwesten stroomt en ook de grens met China vormt.
De rivier is sterk vervuild door de nabijgelegen Chinese en Noord-Koreaanse fabrieken, maar blijft desondanks een goed bezochte toeristische attractie. Tussen Rusland en Noord-Korea ligt nabij de plaats Chasan een in 1951 gebouwde spoorbrug, de Vriendschapsbrug.
Tijdens de hongersnood in Noord-Korea, begin jaren 90 werd de rivier massaal door Noord-Koreaanse vluchtelingen overgestoken op weg naar China. De grens met Rusland wordt zelden gebruikt door vluchtelingen omdat deze strenger wordt bewaakt en dat land in tegenstelling tot China, geen grote Noord-Koreaanse gemeenschap kent.

## Zie ook

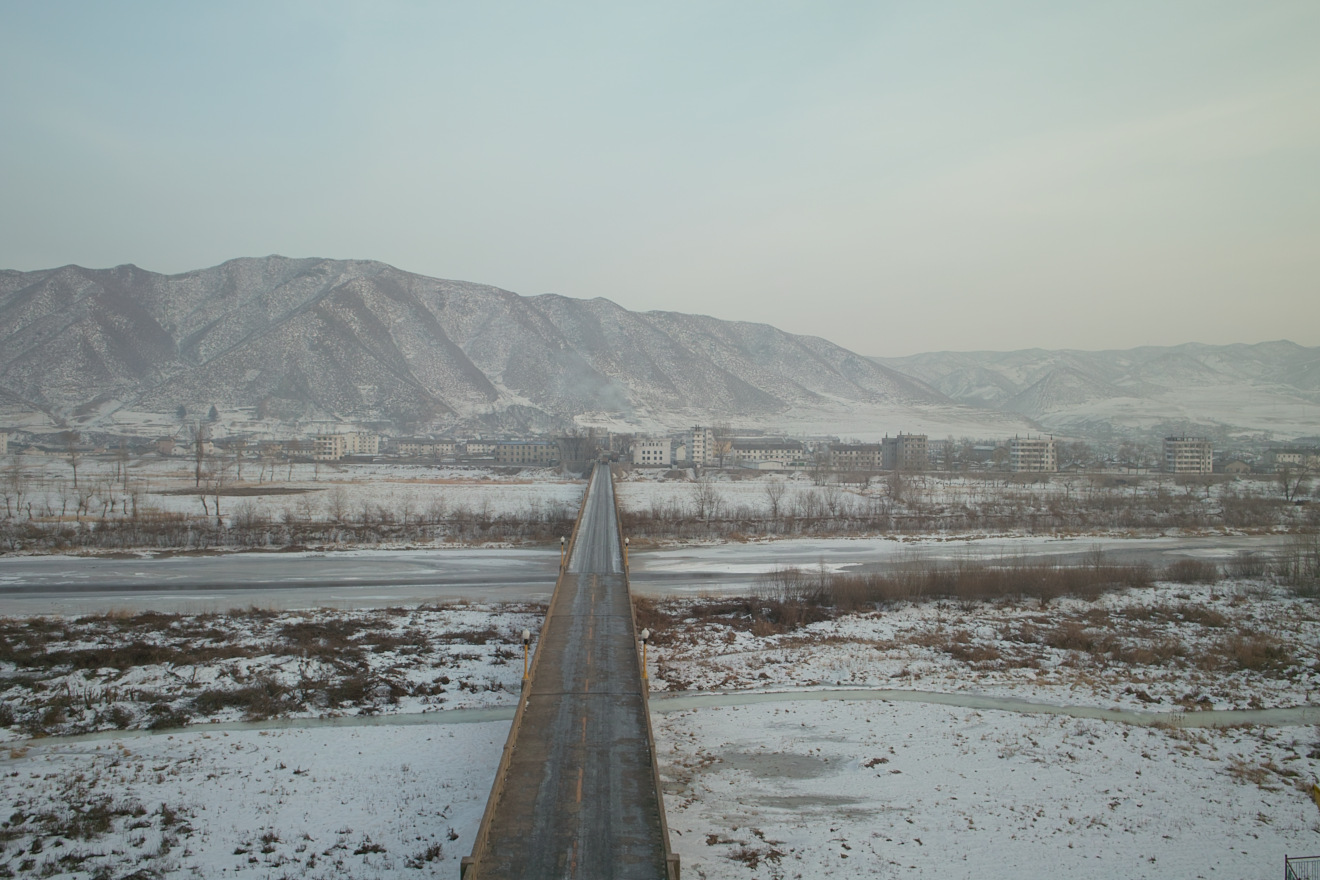
Brug over de rivier tussen Noord-Korea en China, gebouwd in 1941
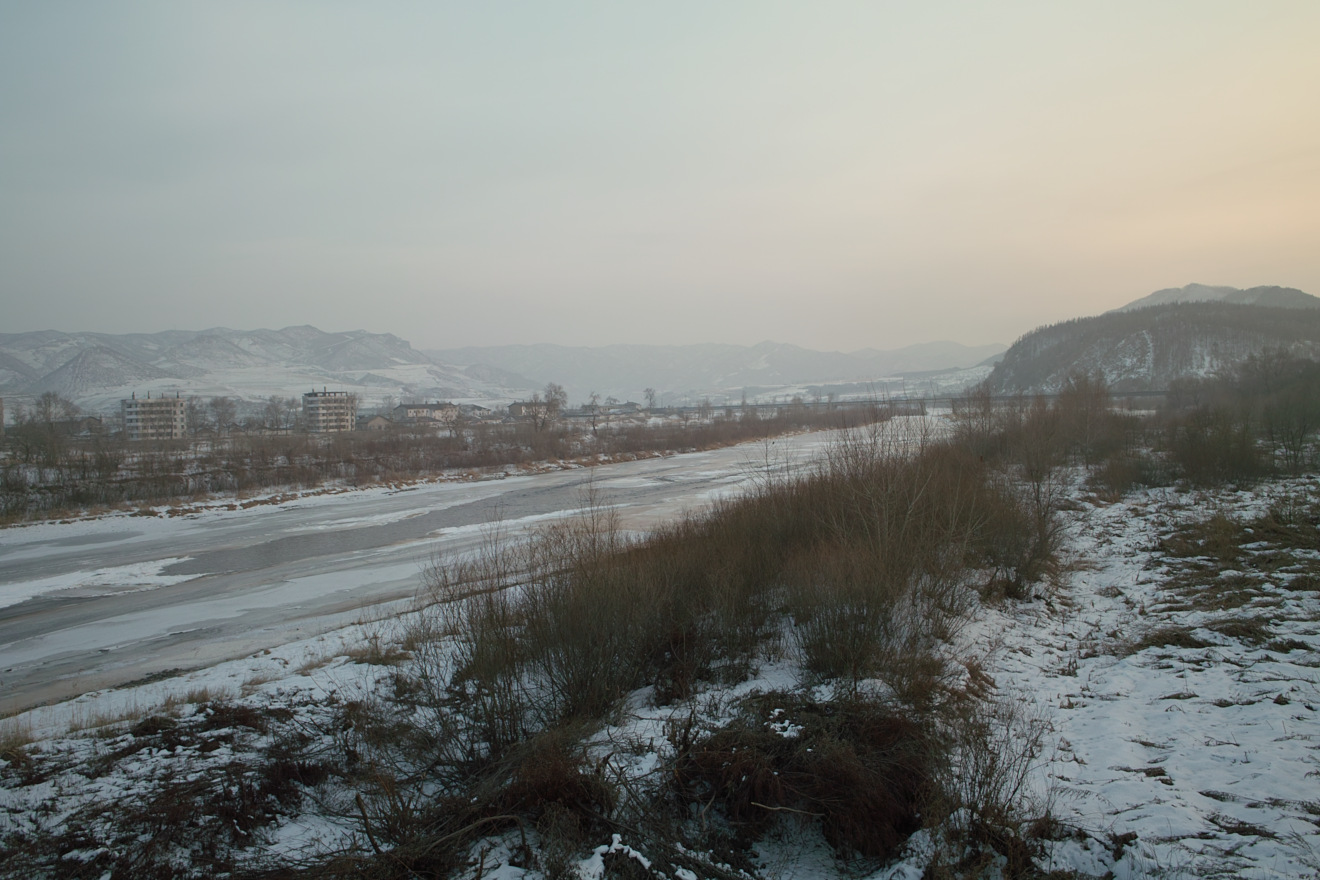
De Tumenrivier. Aan de overzijde ligt Noord-Korea.